# Potez 840
Die Potez 840 war ein viermotoriges französisches Geschäftsreiseflugzeug aus den 1960er-Jahren mit Turbopropmotoren. Von der für achtzehn Passagiere ausgelegten Maschine wurden nur acht Exemplare fertiggestellt. Die ausbleibende Nachfrage bedeutete das Ende des Herstellers Potez.

## Geschichte
Der Erstflug des Prototyps fand am 29. April 1961 statt. Ein stärker motorisiertes zweites Flugzeug wurde im Juni 1962 fertiggestellt und ging anschließend auf Verkaufstour nach Nordamerika. Da die erhofften Bestellungen ausblieben, wurden statt der geplanten 25 Maschinen nur zwei weitere Prototypen gebaut. Kurz darauf folgten zwei verbesserte Flugzeuge mit verändertem Antrieb und der Bezeichnung Potez 841. Beide flogen etliche Jahre in Deutschland bei Aero-Dienst, bevor sie in die USA verkauft wurden. In den Jahren 1965 und 1967 entstanden die letzten beiden Exemplare als Potez 842.

## Konstruktion
Die Potez 840 war ein Ganzmetallflugzeug, das als selbsttragender Tiefdecker ausgelegt war und über ein einziehbares Fahrwerk verfügte. Neben drei Besatzungsmitgliedern bot es Platz für achtzehn Fluggäste.
Der Antrieb bestand aus vier Turbopropmotoren, die vorne an den Tragflächen befestigt waren. Der erste Prototyp verfügte über den 328 kW starken Turboméca Astazou II, ab dem zweiten Exemplar stand der Astazou XII mit 447 kW zur Verfügung. Die Potez 841 erhielt dagegen vier Pratt & Whitney Canada PT6A-6-Triebwerke mit je 417 kW Leistung. Die Version 842 erhielt wiederum modifizierte Astazou-Motoren.

## Zwischenfälle

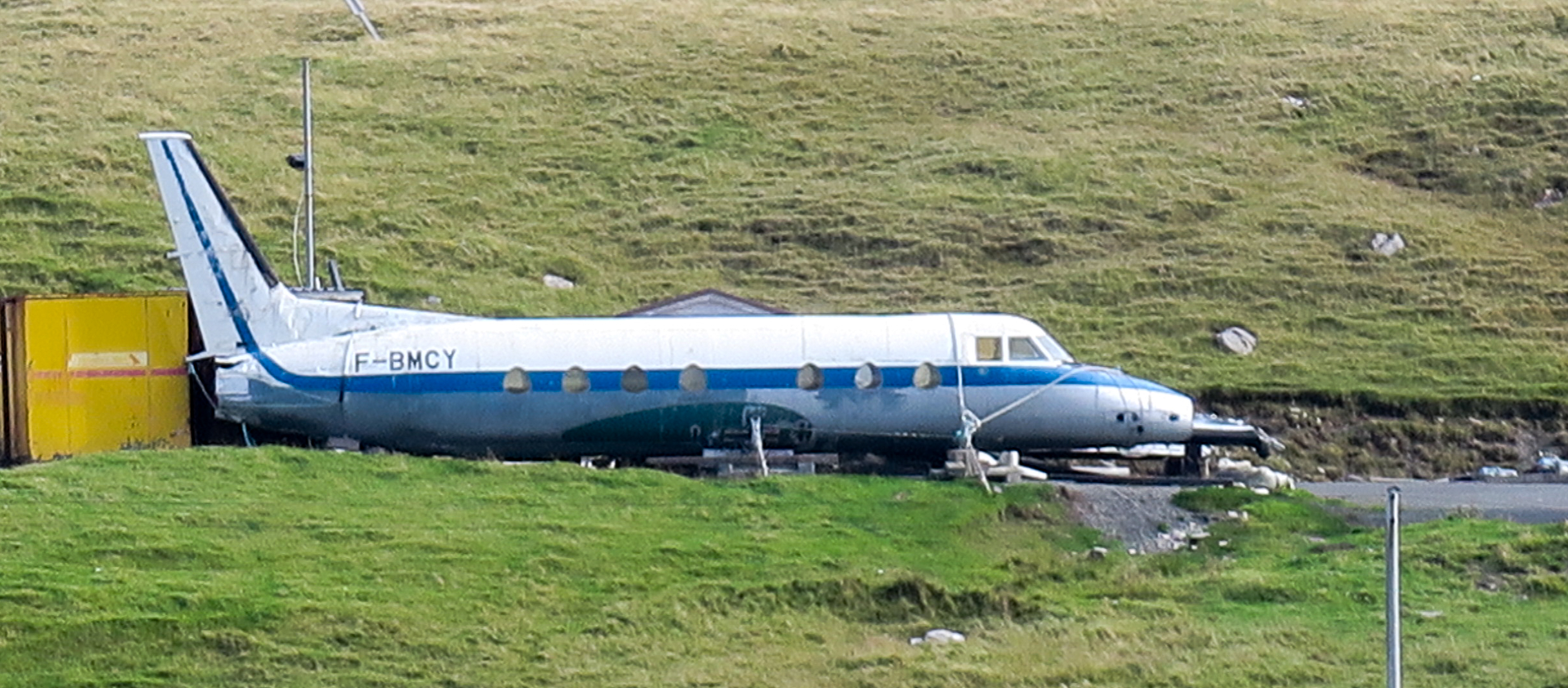
Die 1981 verunglückte Potez 840 im Jahr 2016

- Am 29. März 1981 ließ sich bei einer Potez 840 des Club Aéronautique de Paris (Luftfahrzeugkennzeichen F-BMCY) im Anflug auf den Flughafen Sumburgh (Shetland-Inseln) das Fahrwerk nicht ausfahren. Das viermotorige Turbopropflugzeug wurde durchgestartet und das Notsystem für das Fahrwerk betätigt. Allerdings ließ sich auch damit nur das rechte Hauptfahrwerk ausfahren und verriegeln, während dies beim Bugfahrwerk und dem linken Hauptfahrwerk nicht gelang. Daraufhin machten die Piloten eine beabsichtigte Bauchlandung. Da sich die Einstiegstür nicht öffnen ließ, wurden alle Insassen durch einen Notausstieg über der Tragfläche evakuiert. Alle sieben Insassen, die zwei Piloten und 5 Passagiere, blieben unverletzt. Die Beschädigungen am Flugzeug waren eigentlich minimal, dennoch wurde die Maschine abgeschrieben und als Ersatzteilspender verwendet. Es wurden nach einigen Monaten von einem französischen Team alle vier Triebwerke und andere wichtige Teile ausgebaut. Das Wrack verblieb 26 Jahre am Flughafen und wurde dann auf einem privaten Grundstück aufgestellt (siehe Bild).[1]

## Technische Daten
| Kenngröße             | Daten                                                             |
| --------------------- | ----------------------------------------------------------------- |
| Besatzung             | 3                                                                 |
| Passagiere            | 16–18                                                             |
| Länge                 | 15,62 m                                                           |
| Spannweite            | 19,35 m                                                           |
| Höhe                  | 5,47 m                                                            |
| Leermasse             | 4985 kg                                                           |
| Startmasse            | 7800 kg                                                           |
| Höchstgeschwindigkeit | 541 km/h                                                          |
| Triebwerke            | vier Turbopropmotoren Turboméca Astazou II mit je 328 kW (446 PS) |